# 후타미 스이
후타미 스이(일본어: 双見酔)는 일본의 만화가이다. 서클 「내리막길(下り坂道)」을 주재하고, 동인지 즉석 판매회에도 참가하고 있다.
2016년 봄부터 《마법소녀 따위 이제 됐으니까.》 (魔法少女なんてもういいですから。)가 도쿄 MX, 선 TV에서 방영되었다.

## 주요 작품

### 만화
- 라그나로크 온라인 이어진 대지 (마지큐 코믹스(엔터브레인))
- 하늘 아래 지붕 안 (空の下屋根の中) (망가 타임 키라라 캐럿 (호분샤) 2008년 9월호 - 2010년 6월호, 전 2권)
- 세계 마왕 (セカイ魔王) (망가 타임 키라라 캐럿 (호분샤) 2010년 10월호 - 2014년 11월호, 전 4권)
- 하나코의 ○○ (ハナコの○○) (주간 소년 챔피언 THE WEB (아키타 쇼텐), 2010년 11월 4일 갱신분 - 2011년 1월 27일 갱신분)
- 마법소녀 따위 이제 됐으니까.(코믹 어스 스타 (어스 스타 엔터테인먼트), 2015년 3월 31일 갱신분 - 연재중)
- 스키 모요이 (好き もよい) (CR COMICS DX (자이브))
- 사랑 때때로 (恋ときどき) (CR COMICS DX (자이브))